# Єфименко Петро Савич
Петро Савич Єфименко (2 вересня 1835, Великий Токмак — 7 травня 1908, Санкт-Петербург) — український етнограф та історик, фольклорист, статистик за професією, учасник революційного руху. За участь у революційних гуртках його було заслано до Архангельскої губернії. Співпрацював в першому українському суспільно-політичному журналі «Основа», ліберальній та українській газеті «Чернігівському листку», «Чернігівських губернських відомостях».

## Життєпис
Петро Єфименко народився 1835 року в селі Великий Токмак Бердянського повіту Таврійської губернії на півдні України, в сім'ї обер-офіцера Російської імператорської армії. 1854 року закінчив Катеринославську класичну хлоп'ячу гімназію.
У 1850-х навчався в Харківському університеті, потім перевівся у Київський університет.
1 лютого 1860 року заарештований у Києві у справі про участь у Харківському таємному студентському товаристві, що ставило за мету зміну форми правління в Російській імперії. З 26 лютого до 24 червня 1860 року Єфименко перебував у Олексіївському равеліні Петропавлівської фортеці, 12 червня він був засуджений до висилки під нагляд у Пермську губернію, де служив у повітовому суді Красноуфімська. Взяв участь у створенні революційного гуртка на чолі з Олександром Іконниковим, відомого як Пермське таємне товариство. У серпні 1861 року, у зв'язку з поширенням у Пермі антиурядового рукопису «Послання старця Кіндрата», переведений в Архангельську губернію. Проживав в Архангельську, 1862 року висланий під суворий нагляд в місто Онегу (Карелія).
Перебуваючи на засланні в Карелії, почав збирати місцевий фольклор. Літо 1862 року провів у селі Возґорах, що за 180 км від Соловецького монастиря. Розпитуючи у людей про монастир, від 80-річного карела почув, що той бачив «якогось отамана козаків». Розпочавши 1863 року цілеспрямовані пошуки, Єфименко виявив в архіві Архангельської губернської канцелярії «Дело о сообщении государственной Военной коллегии конторы об отправке в Соловецкий монастырь кошевого Петра Калнышевского, июня 11 дня 1776 года». У 1875 році Петро Єфименко опублікував статтю, повернувши таким чином з небуття останнього кошового отамана Запорізької Січі Петра Калнишевського.
1870 року жив під наглядом у Воронежі, потім проживав у Самарі, Чернігові, Харкові.
Помер у Санкт-Петербурзі 7 травня 1908 року.

## Родина
- Дружина — Олександра Яківна Єфименко (Ставровська) — історик.
- Син — Тарас Єфименко — юрист.
- Син — Петро Єфименко — археолог.
- Дочка — Олександра — захопилася ідеями Лева Толстого та збожеволіла[2].
- Дочка — Тетяна Єфименко — поетеса «срібного віку».
- Нащадок — Тарас Єфіменко — поет-двотисячник, псевдонім — Юхим.